# اداموف (ناحیه بلانسکو)
اداموف (ناحیه بلانسکو) (به چکی: Adamov) یک منطقهٔ مسکونی در جمهوری چک است که در ناحیه بلانسکو واقع شده‌است. اداموف ۴٬۸۸۴ نفر جمعیت دارد.